# Singapurische Unihockeynationalmannschaft der Frauen
Die singapuranische Unihockeynationalmannschaft der Frauen repräsentiert Singapur bei Länderspielen und internationalen Turnieren in der Sportart Unihockey. Die höchste Platzierung, welche das singapuranische Nationalteam je an einer Weltmeisterschaft erreichte, ist der zehnte Rang an der Weltmeisterschaft im dänischen Fredrikshavn.

## Platzierungen

### Weltmeisterschaften
| WM   | Austragungsort(e)           | Platz              |
| ---- | --------------------------- | ------------------ |
| 1997 | Mariehamn und Godby         | –                  |
| 1999 | Borlänge                    | 12. Platz          |
| 2001 | Riga                        | 11. Platz          |
| 2003 | Bern, Gümligen und Wünnewil | 13. Platz          |
| 2005 | Singapur                    | 11. Platz          |
| 2007 | Frederikshavn               | 10. Platz          |
| 2009 | Västerås                    | 14. Platz          |
| 2011 | St. Gallen                  | 18. Platz          |
| 2013 | Brünn, Ostrava              | nicht qualifiziert |
| 2015 | Tampere                     | 16. Platz          |
| 2017 | Bratislava                  | 16. Platz          |
| 2019 | Neuenburg                   | 12. Platz          |
| 2021 | Uppsala                     | 14. Platz          |

### AOFC Cup
| Jahr | Austragungsort(e) | Platz    |
| ---- | ----------------- | -------- |
| 2018 | Singapur          | 1. Platz |
| 2022 | Singapur          | 1. Platz |

## Trainer
- 2017-jetzt Martha Quek